# E07
La ruta europea E07 o E-7 és un eix transpirinenc enquadrat en les vies de Classe intermèdia de recorregut nord-sud, amb un traçat de 250 km entre Pau i Saragossa.
L'únic tram d'autovia d'aquest itinerari europeu, correspon al comprès entre Saragossa i Jaca de l'autovia A-23. Està previst que es completi l'autovia fins a l'entrada al túnel de Somport / frontera francesa pel vessant espanyol.

## Trams
A França el traçat coincideix amb la carretera nacional N134:
- N134: Pau - Oloron-Sainte-Marie - Túnel de Somport / Frontera francesa.

A Espanya, coincideix amb dues vies:
- N-330 des de la frontera fins a Jaca pel túnel de Somport
- A-23 des de Jaca fins a Saragossa.